# Grön eld
Grön eld (que en suec vol dir «foc verd») és una escultura de vidre verd de nou metres d'alçària, obra de l'artista suec Vicke Lindstrand. El Grön eld es troba a Järnvägstorget, a la ciutat sueca d'Umeå, davant de l'Estació central d'Umeå, i és una de les obres més famoses de la ciutat. El 1970, any en què es va fer, era la major escultura de vidre del món.

## Història
El director del HSB, Sven Wallander va encarregar l'obra després de veure l'estàtua Prisma a Norrköping. El HSB va pagar el cost de l'escultura i la ciutat d'Umeå va pagar la instal·lació. L'obra pertany al municipi d'Umeå.
Lennart Johansson, qui va treballar fent el Grön eld en 1970, va declarar a la premsa en desembre de 2013 que durant la construcció de l'obra va afegir una fotografia de Mao Zedong a una de les flames.

## Construcció
Grön eld està formada per tres pilars enroscats de vidre que es van fent més prims a mesura que pugen. Els pilars de vidre van ser fabricats amb tres mil làmines de vidre de nou mil·límetres de grossor de Emmaboda glasverk. Les làmines de vidre estan unides amb una goma epoxi perquè puga fer front a les condicions climàtiques que patix al trobar-se a l'aire lliure. L'escultura de nou metres pesa 45 tones i es troba sobre un pesat pedestal cimentat amb pilots.